# Impatiens ankaranensis
Impatiens ankaranensis är en balsaminväxtart som beskrevs av Fischer och Raheliv. Impatiens ankaranensis ingår i släktet balsaminer, och familjen balsaminväxter. Inga underarter finns listade i Catalogue of Life.